# بارنائول
شهر بارنائول (به روسی: Барнаул) در کشور روسیه و در کرای آلتایی واقع شده‌است.

## نگارخانه

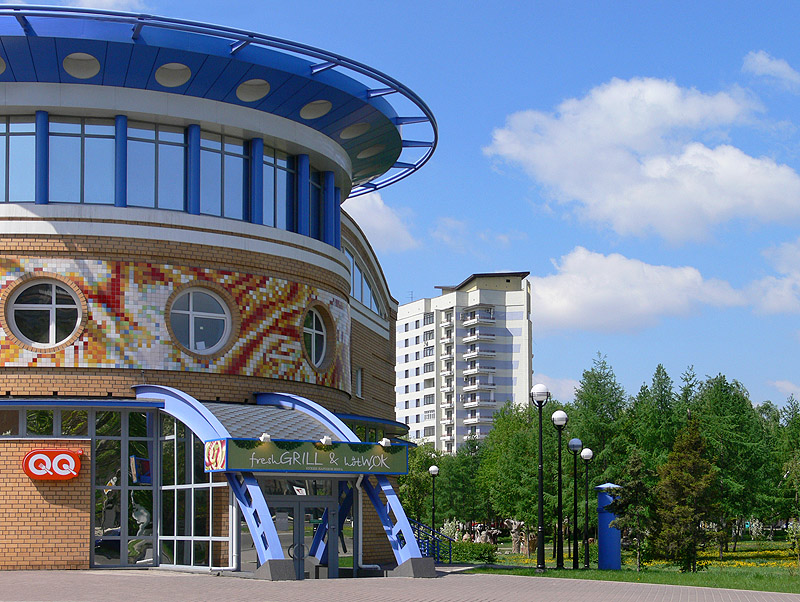
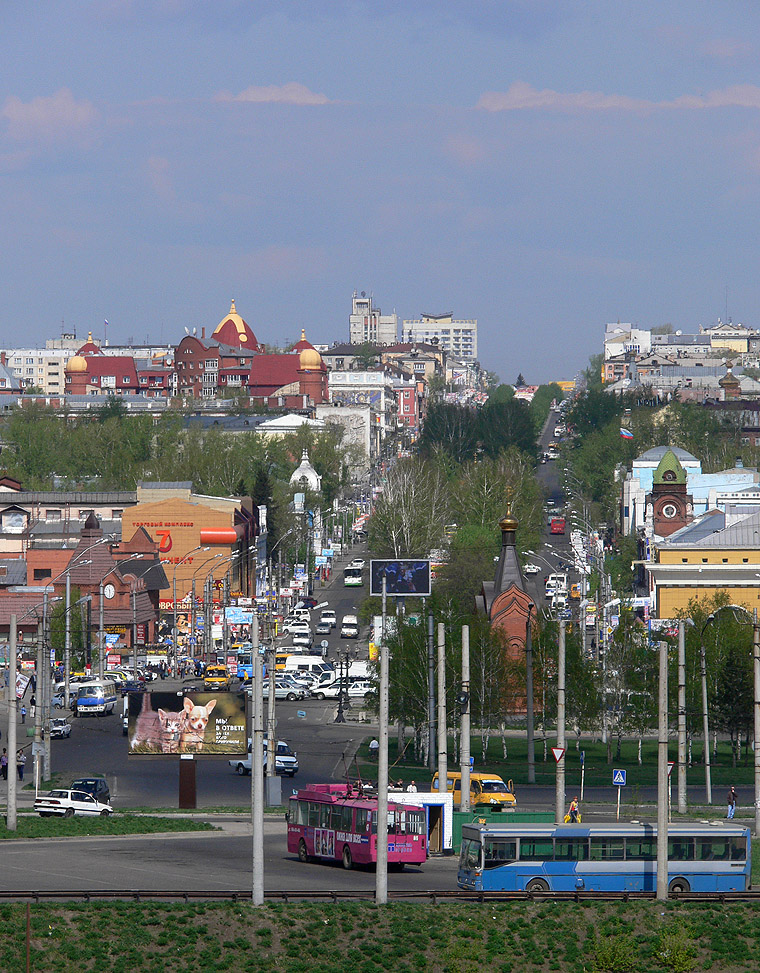
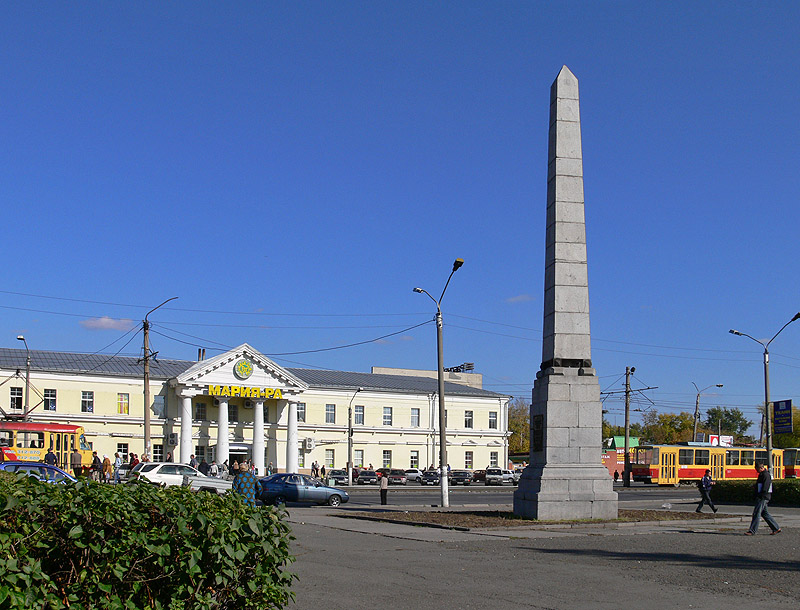
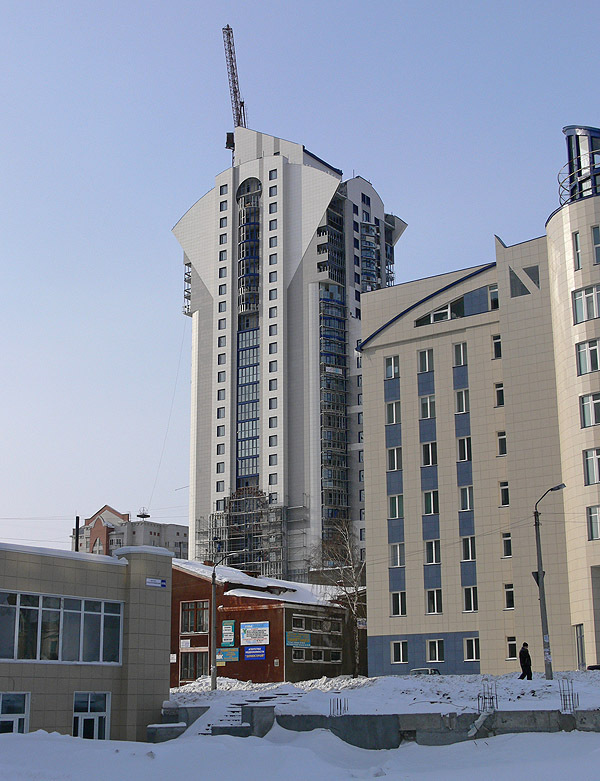
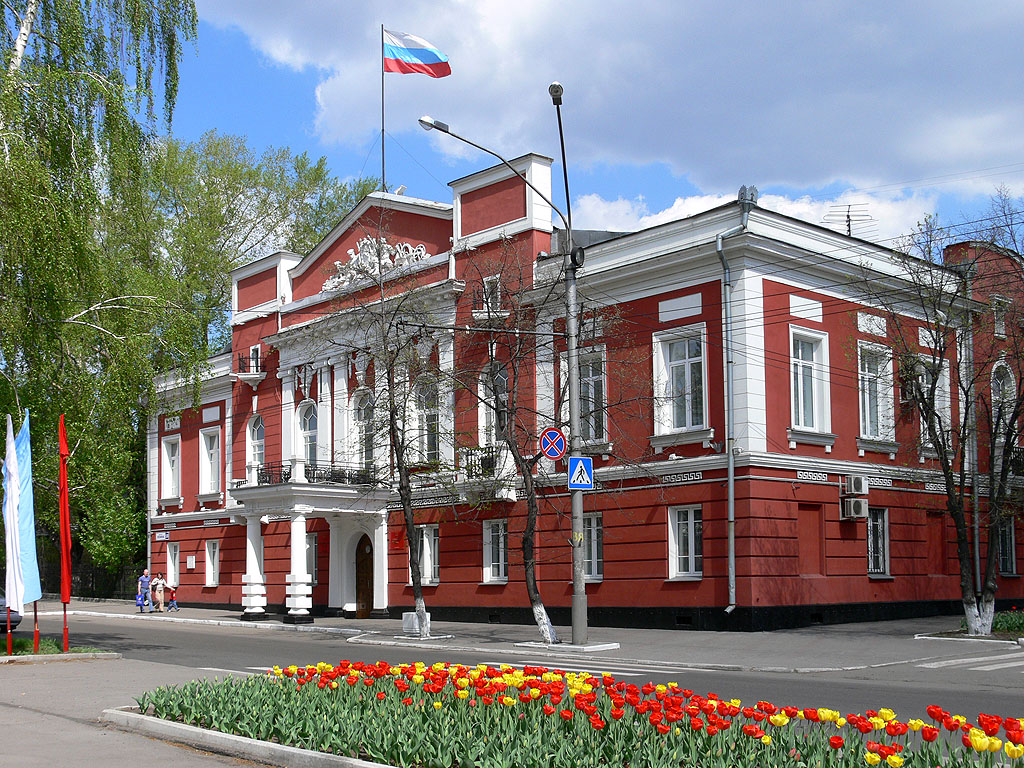
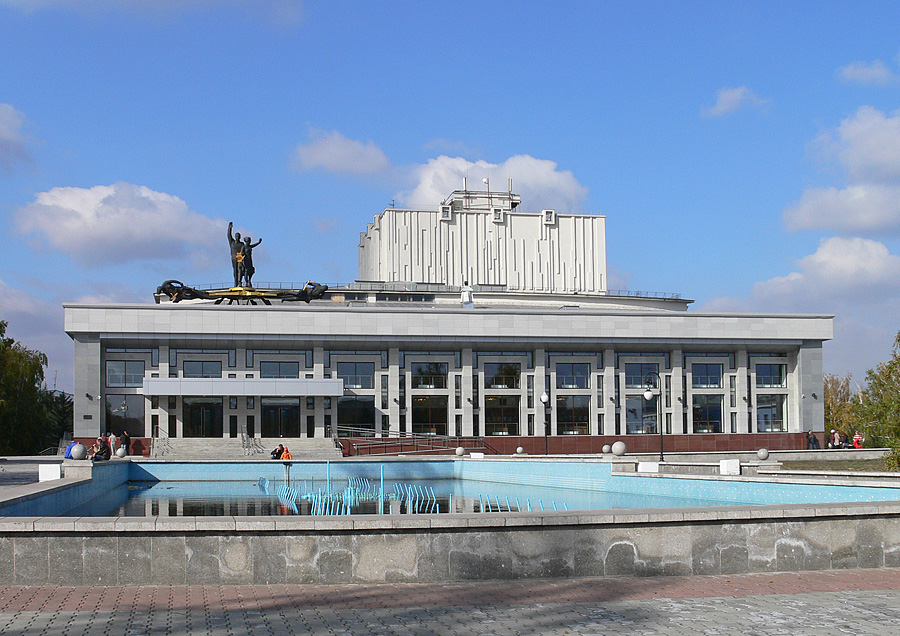
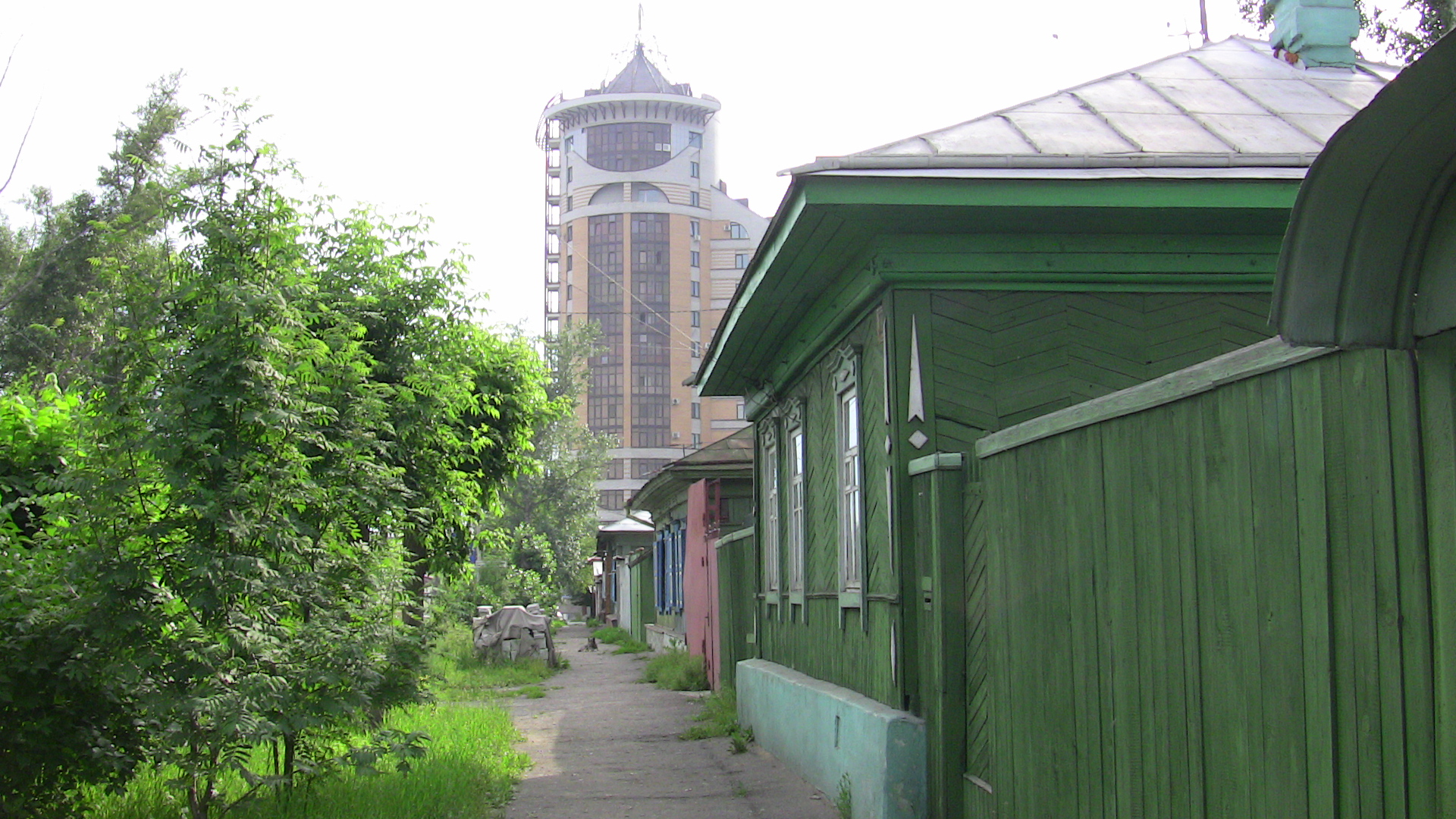